# Agriculture en Algérie
L'agriculture est un facteur important de l'économie de l'Algérie. Elle génère elle-même, sans les industries agroalimentaires, près de 14,7% du produit intérieur brut (PIB) en 2022, mais avec des variations importantes selon les années en fonction des conditions climatiques. Le secteur agricole emploie 22,68 % de la population active en 2022 avec 2,7 millions de travailleurs, avec un taux de couverture des besoins nationaux par la production nationale de 75%.
Depuis les années 2000, l'agriculture est devenue l'une des priorités du gouvernement afin de diversifier son économie, encore dominée par la production pétrolière.
Les principales productions végétales sont les céréales, largement majoritaires en surface, l'arboriculture, les cultures maraichères, notamment les pommes de terre, les agrumes et les fourrages. L'élevage occupe une place non négligeable, en particulier l'élevage ovin et l'aviculture.
En 2014, la production agricole algérienne a atteint 35 milliards de dollars permettant de satisfaire les besoins du pays à 72%. Mais l'Algérie doit importer du lait et des céréales pour un coût de l'ordre de 4 milliards de dollars. Ce sont en effet ces deux derniers produits qui constituent le principal talon d'Achille de l'agriculture nationale et qui l'empêchent de réaliser, du moins à court terme, l'autosuffisance alimentaire.
Mais l'augmentation de sa production agricole nationale entre 2016 et 2018, grâce à la modernisation des outils et techniques agricoles de production et la généralisation des programmes d'irrigation par les autorités publiques,  rapproche un peu plus le pays de son objectif d’autosuffisance alimentaire d'ici 2025.
La production céréalière a enregistré un record au cours de la campagne agricole 2017/2018, récoltant 6,1 millions de tonnes de céréales contre 3,5 millions de tonnes récoltées durant la campagne précédente, soit une augmentation de 74%. En matière de légumes secs, la production de pois chiches a atteint 34 000 tonnes pendant la saison 2017/2018, contre 12 300 tonnes en 2001, et la production de lentilles est passée de 458 tonnes à 30 000 tonnes au cours de la même période. La culture des haricots blancs, à large consommation par les Algériens, reste insuffisante et ce produit est toujours importé.

## Production
L'Algérie a produit, en 2018:
- 4,6 millions de tonnes de pomme de terre (17e producteur mondial);
- 3,9 millions de tonnes de blé (28e producteur mondial);
- 1,9 million de tonnes d'orge (18e producteur mondial);
- 118 000 tonnes d'avoine (28e producteur mondial);
- 38 274 tonnes de pois chiche (18e producteur mondial);
- 10 071 tonnes de lentille (16e producteur mondial);
- 2 millions de tonnes de pastèque (6e producteur mondial);
- 1,4 million de tonnes d'oignon (16e producteur mondial);
- 1,3 million de tonnes de tomate (18e producteur mondial);
- 1,1 million de tonnes d'orange (14e producteur mondial);
- 1 million de tonnes de datte (4e producteur mondial, juste derrière l'Égypte, l'Arabie saoudite et l'Iran);
- 860 000 tonnes d'olives (6e producteur mondial);
- 651 000 tonnes de poivron (9e producteur mondial);
- 502 000 tonnes de raisin (25e producteur mondial);
- 431 000 tonnes de carotte (18e producteur mondial);
- 388 000 tonnes de citrouille (14e producteur monddel);
- 262 000 tonnes de mandarine (16e producteur mondial);
- 242 000 tonnes d'abricot (4e producteur mondial, juste derrière la Turquie, l'Iran et l'Ouzbékistan);
- 207 000 tonnes de chou-fleur et brocoli (12e producteur mondial);
- 202 000 tonnes d'ail (8e producteur mondial);
- 200 000 tonnes de poire (14e producteur mondial);
- 193 000 tonnes de concombre (26e producteur mondial);
- 190 000 tonnes de pêche et nectarine (18e producteur mondial);
- 186 000 tonnes de pois;
- 181 000 tonnes d'aubergine (11e producteur mondial);
- 124 000 tonnes d'artichaut (5e producteur mondial, derrière l'Italie, l'Égypte, l'Espagne et le Pérou);
- 111 000 tonnes de prune (20e producteur mondial);
- 109 000 tonnes de figue (4e producteur mondial, juste derrière la Turquie, l'Égypte et le Maroc);
- 78 798 tonnes de citron (23e producteur mondial);

En plus de petites productions d'autres produits agricoles.

## Structure agraire

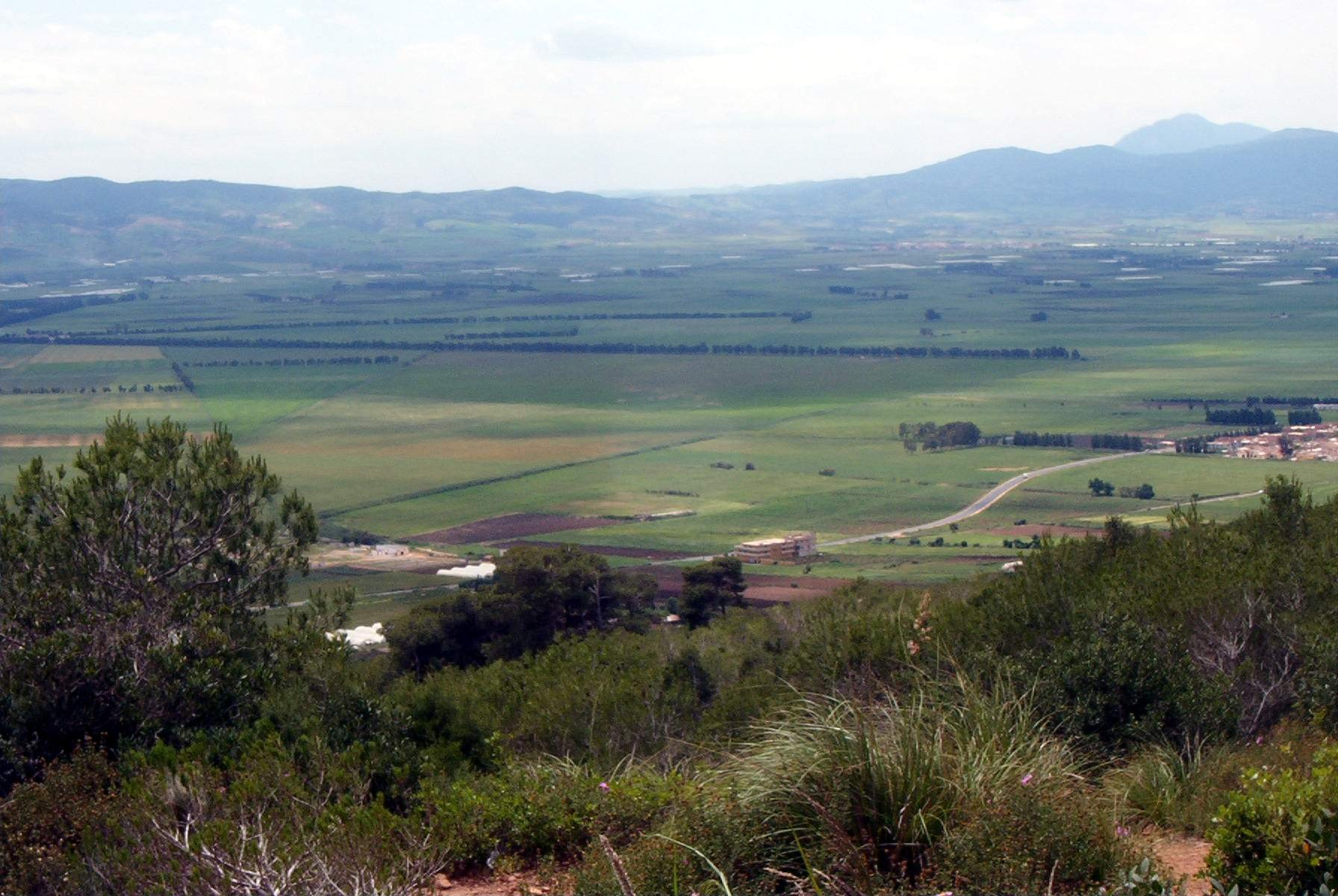
Plaine de la Mitidja, au Nord de l'Algérie

La surface agricole utile (SAU) s'élève à 8,5 millions d’ha, soit seulement 3,6 %  de la superficie totale du pays qui englobe une immense zone saharienne en grande partie non utilisable pour l’agriculture. Mais à cette SAU au sens strict, il convient d’ajouter d’importantes zones de parcours (32,9 millions d'ha), notamment en zones steppiques, peu productives mais utilisables par les cheptels. 4,2 millions d’ha de forêts et maquis complètent les terres à vocation agricole et rurale.
La surface irriguée s’élève 1,4 million d'ha en 2020 contre 400 000 ha irrigués en 2000.
Les petites exploitations de moins de 10 ha dominent largement puisqu'elles représentent 70 % environ de l’ensemble des exploitations, mais elles couvrent seulement 25 % des surfaces cultivées. Les grandes exploitations sont très minoritaires (2% de l'ensemble), mais leur poids économique est important car elles occupent une superficie quasi équivalente aux précédentes. Les exploitations de taille moyenne (entre 10 et 50 ha) représentent une catégorie intermédiaire non négligeable (plus de 25 %) qui occupe la moitié environ de la surface cultivée.
Par ailleurs soulignons que 2,5 millions d'ha relèvent du domaine privé de l'État. Elles font l'objet aujourd'hui d'attributions sous le régime de la concession d’une durée de 40 ans renouvelable.
Le secteur agricole algérien souffre d’une faible productivité en raison de plusieurs facteurs défavorables, qu’ils soient externes (aléas climatiques) ou internes (sous mécanisation, faiblesse des investissements, infrastructures déficientes, manque de formation des ressources humaines...). Cette faible productivité est encore accentuée par le niveau élevé des terres « en repos » qui représenteraient plus de 3 millions d’ha.

## Politique agricole
À partir de l'an 2000, les autorités algériennes ont mis en place un Plan national de développement agricole (PNDA) afin d'améliorer la sécurité alimentaire du pays, de développer l'emploi et d'augmenter les revenus en zone rurale.
En 2002, ce programme a été élargi et est devenu le Plan national de développement agricole et rural (PNDAR). Dans ce cadre, des Plans de proximité de développement rural intégré (PPDRI) ont été mis en place. Ils ont intégré outre les questions agricoles, des thématiques de santé, d’éducation et de développement des infrastructures.
En 2008, ce programme a été réaménagé pour définir une nouvelle politique de renouveau agricole et rural avec la promulgation d'une loi d'orientation agricole affichant des objectifs ambitieux. Le Renouveau agricole et rural repose sur 3 piliers complémentaires :
- Le renouveau agricole qui comprend des programmes d’action pour intensifier la production dans les filières prioritaires, la mise en place d’un système de régulation des marchés et des mesures de sécurisation de l'activité agricole.

- Le renouveau rural qui cible prioritairement les zones difficiles (montagnes, steppes, Sahara).

- Le Programme de renforcement des capacités humaines et de l'appui technique aux producteurs (PRCHAT), avec notamment un investissement important dans la recherche, la vulgarisation et la formation.

Certains progrès ont été constatés depuis le lancement de cette politique, la sensible amélioration des exportations agricoles algériennes en témoigne. Mais en 2015, la réussite du Renouveau agricole et rural demeure encore incertaine.

## Productions agricoles

### Céréales

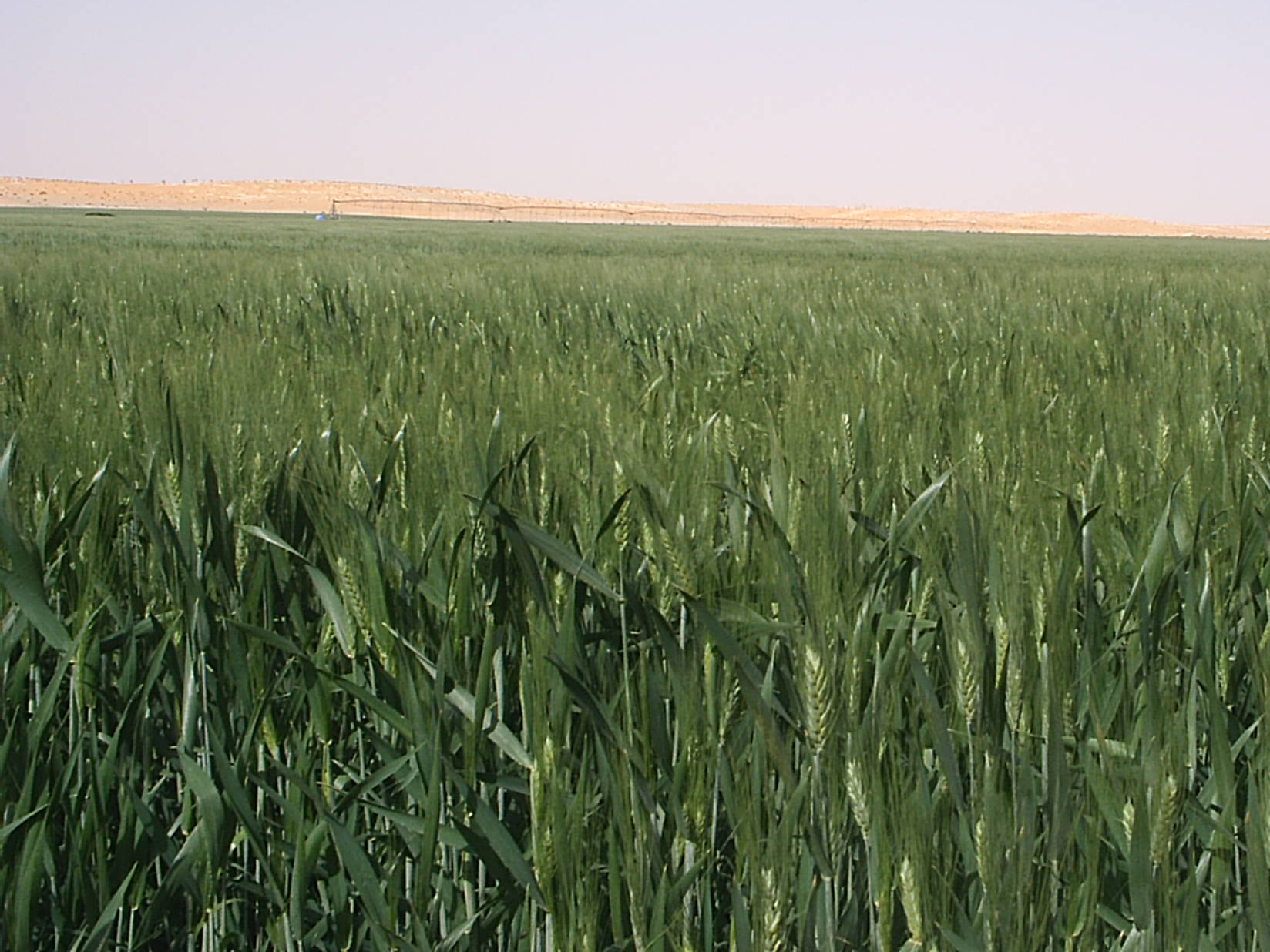
Céréales irriguées dans le Sud algérien

Les céréales d'hiver occupent le tiers de la SAU. Le blé dur est la céréale la plus représentée devant l'orge et le blé tendre. La production varie fortement en fonction de la pluviométrie. La production moyenne sur les 4 campagnes agricoles allant de 2007/2008 à 2010/2011 a été de 36,3 millions de quintaux. En 2022, la production moyenne des 5 dernières campagnes était de 42 millions de quintaux.
À l'issue de la campagne moisson-battage 2017/2018, la production nationale céréalière a atteint 60,5 millions de quintaux, contre 34,7 millions de quintaux enregistrés durant la campagne 2015/2016.
Les besoins sont loin d’être couverts en matière de blé tendre, même en année favorable, ce qui entraine des importations coûteuses en devises pour le pays qui dépassent le milliard de dollars chaque année. En 2024, l'Algérie figurait au 5ème rang mondial des importateurs de blé tendre avec 7,2 millions de tonnes, soit 11% de plus que les 6,5 millions de tonnes achetés l'année précédente.
L'Algérie envisageait d’être autosuffisante en blé dur dès 2020,. En 2024, la production algérienne de blé dur a atteint 80% des besoins nationaux. A cette occasion, le Président Abdelmadjid Tebboune a déclaré que "l'auto-suffisance totale est désormais à portée de main".
|                  | 2015/2016  | 2016/2017  | 2017/2018  | 2018/2019  | 2019/2020  | 2020/2021  |
| ---------------- | ---------- | ---------- | ---------- | ---------- | ---------- | ---------- |
| Céréales d'hiver | 34 322 742 | 34 702 520 | 60 568 040 | 56 259 903 | 43 895 460 | 27 648 258 |
| Blé dur          | 19 376 173 | 19 909 570 | 31 780 207 | 32 087 678 | 25 785 832 | 18 341 617 |
| Blé tendre       | 5 024 791  | 4 455 460  | 8 031 984  | 6 681 084  | 5 281 706  | 3 342 243  |
| Orge             | 9 199 064  | 9 696 964  | 19 573 271 | 16 477 463 | 12 131 371 | 5 553 638  |
| Avoine           | 721 209    | 640 175    | 1 180 178  | 1 013 052  | 693 855    | 404 611    |
| Triticale        | 1 505      | 350        | 2 400      | 626        | 2 697      | 6 148      |
| Céréales d'été   | 126 442    | 76 060     | 91 340     | 72 954     | 34 776     | 183 076    |
| Maïs             | 36 865     | 26 335     | 55 125     | 63 683     | 32 212     | 179 212    |
| Sorgho           | 89 577     | 49 725     | 36 215     | 9 271      | 2 564      | 3 864      |

*Lecture du tableau: durant la campagne 2020/2021, l'Algérie a produit 18,3 millions de quintaux de blé dur.

### Cultures maraichères

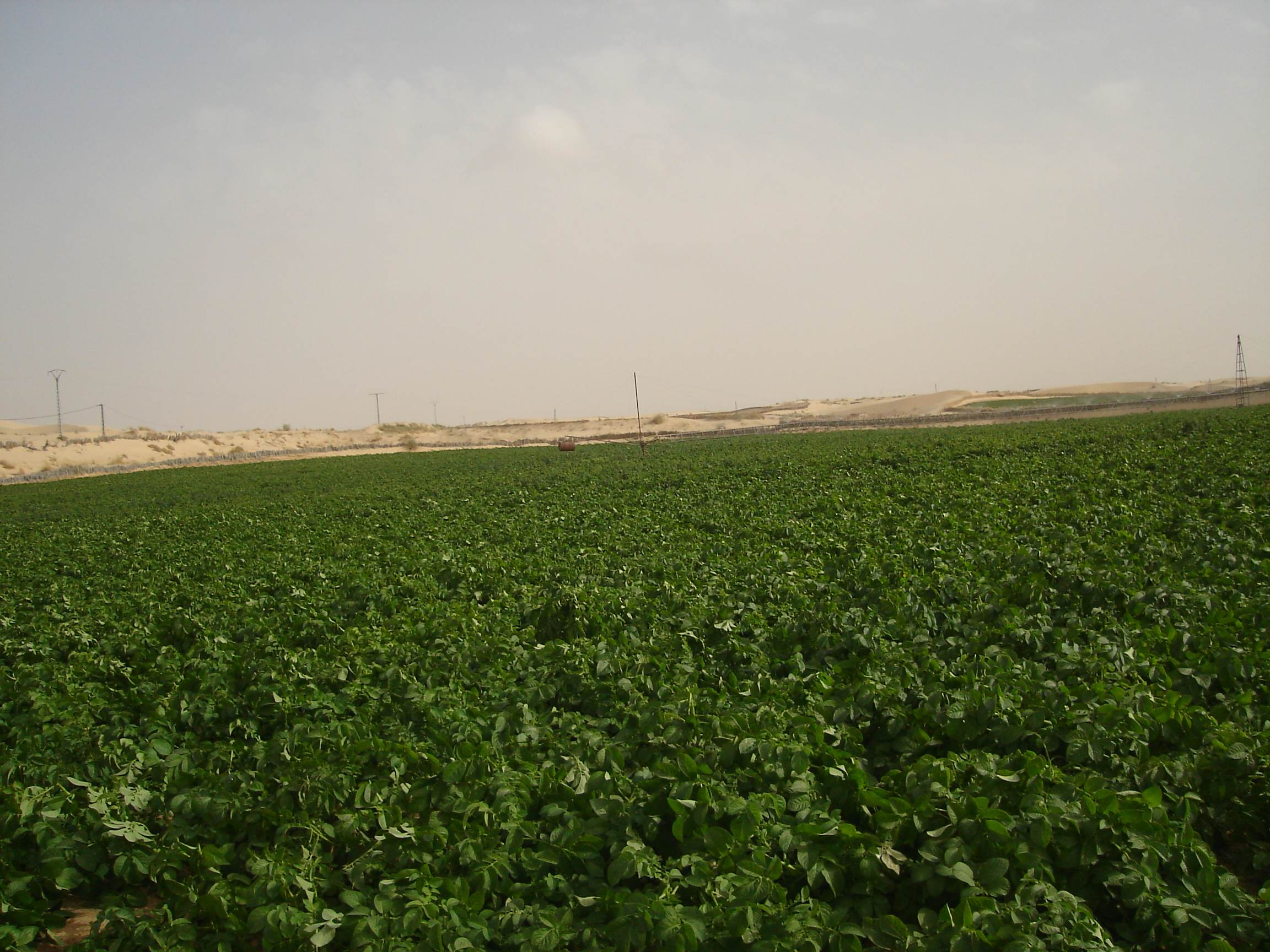
Pomme de terre au cœur du Sahara à El Oued.

Elles ont connu un développement important au cours des dernières années. La production totale est passée de 6 millions de tonnes en 2007/2008 à 9,5 millions en 2010/2011, soit une augmentation de 58 %. Puis la production  nationale des cultures  maraichères a atteint 13 millions de tonnes en 2017. Parmi les wilayas les plus productrices du pays, on retrouve en tête de liste les wilayas d'El Oued, de Aïn Defla, de Mostaganem, de Biskra, de Skikda et de Boumerdès.
La production de légumes est variée, on retrouve la salade, carottes, oignons et la pomme de terre. Cette dernière est un produit de grande consommation, est l’espèce la plus représentée avec une production de 47 millions quintaux en 2017, contre 26 millions quintaux en 2009. Les superficies cultivées sont passées de 105.121 hectares en 2009 à 148.692 hectares en 2017. L'Algérie est d’ailleurs devenue récemment exportatrice de pomme de terre,.

### Oléiculture

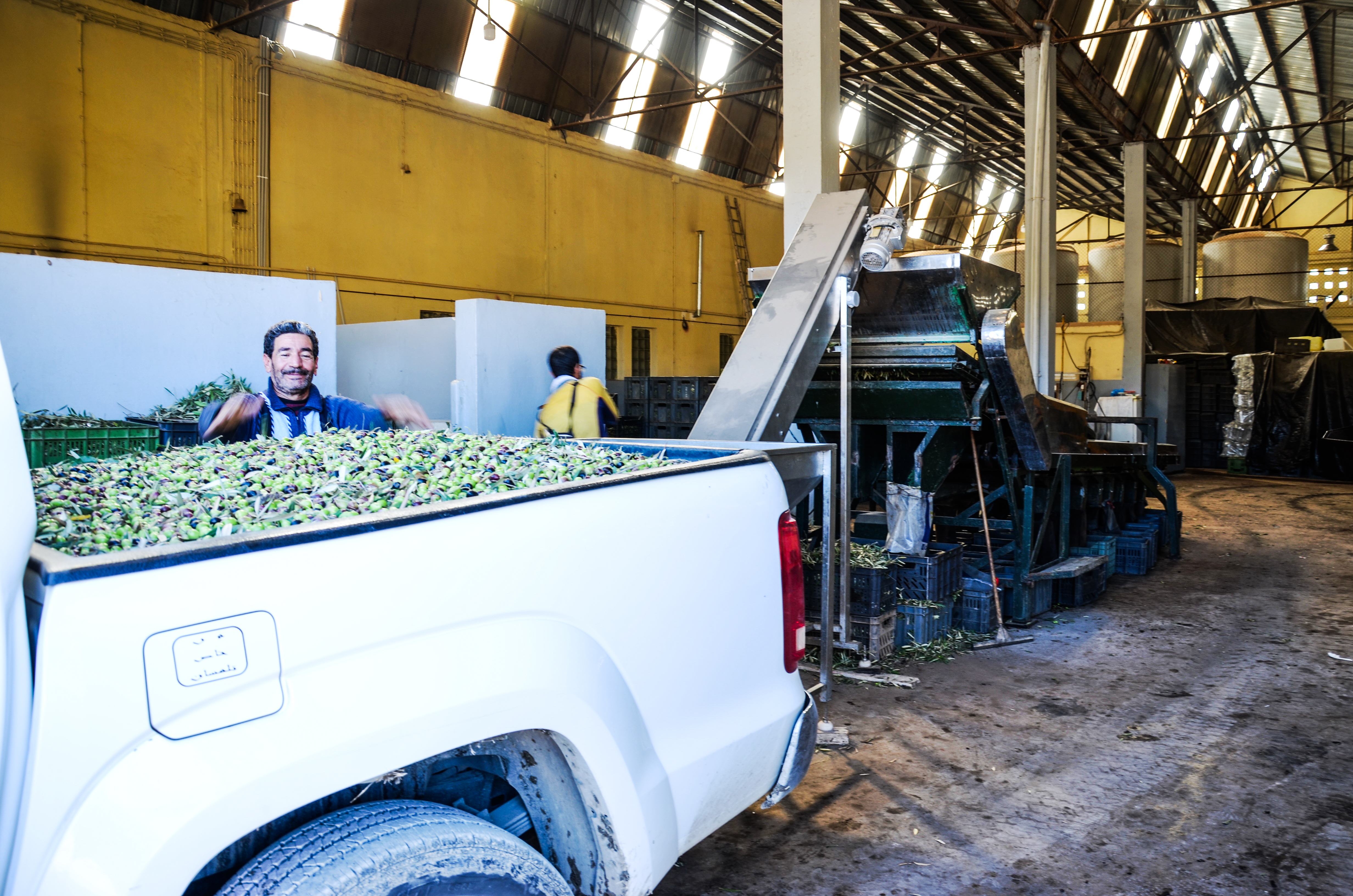
Usine d'huile d'olive.

L'augmentation des surfaces plantées en oliviers est l'un des objectifs des projets de développement agricole du pays. L'ambition des autorités algériennes est d'atteindre à moyen terme 1 million d'ha alors que la superficie actuelle n'est que de 500 000 ha.
En 2017/2018, la production de l'huile d'olive a été de 80 000 tonnes, contre 61 800 tonnes durant la saison 2010/2011, occupant ainsi le neuvième rang mondial.
L'oléiculture est concentrée beaucoup plus au niveau des wilayas de Béjaïa, Tizi Ouzou, Bouira, Bordj Bou Arreridj, Jijel, Sétif, Mascara, Biskra, El Oued et Laghouat.
En 2021, le pays en a exporté près de 600 000 litres d'huile d'olive via 78 entreprises, soit l’équivalent de 2 millions de dollars. Parmi les clients internationaux de l'huile d'olive algérienne, on cite la France, le Canada, l'Indonésie, l'Espagne et la Belgique,,.

### Viticulture

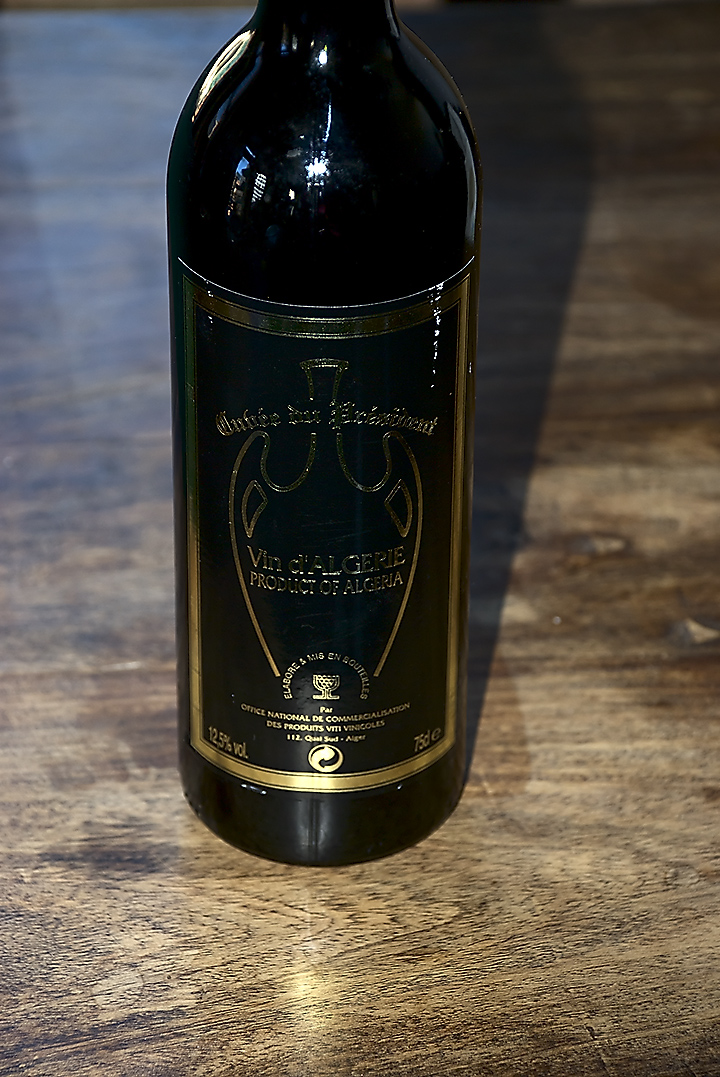
Bouteille de vin d'Algérie commercialisée par la Société de Transformation Viticole (Sotravit)

La viticulture en Algérie est également un secteur exportateur. L’Algérie reste aujourd'hui le 2e plus gros producteur de vin en Afrique derrière l'Afrique du Sud.La Société de Transformation Viticole (Sotravit) Ex ONCV s'occupe de la fabrication du vin à partir de son propre vignoble de 5 500 ha et un réseau de 3 000 viticulteurs partenaires.

### Agrumes

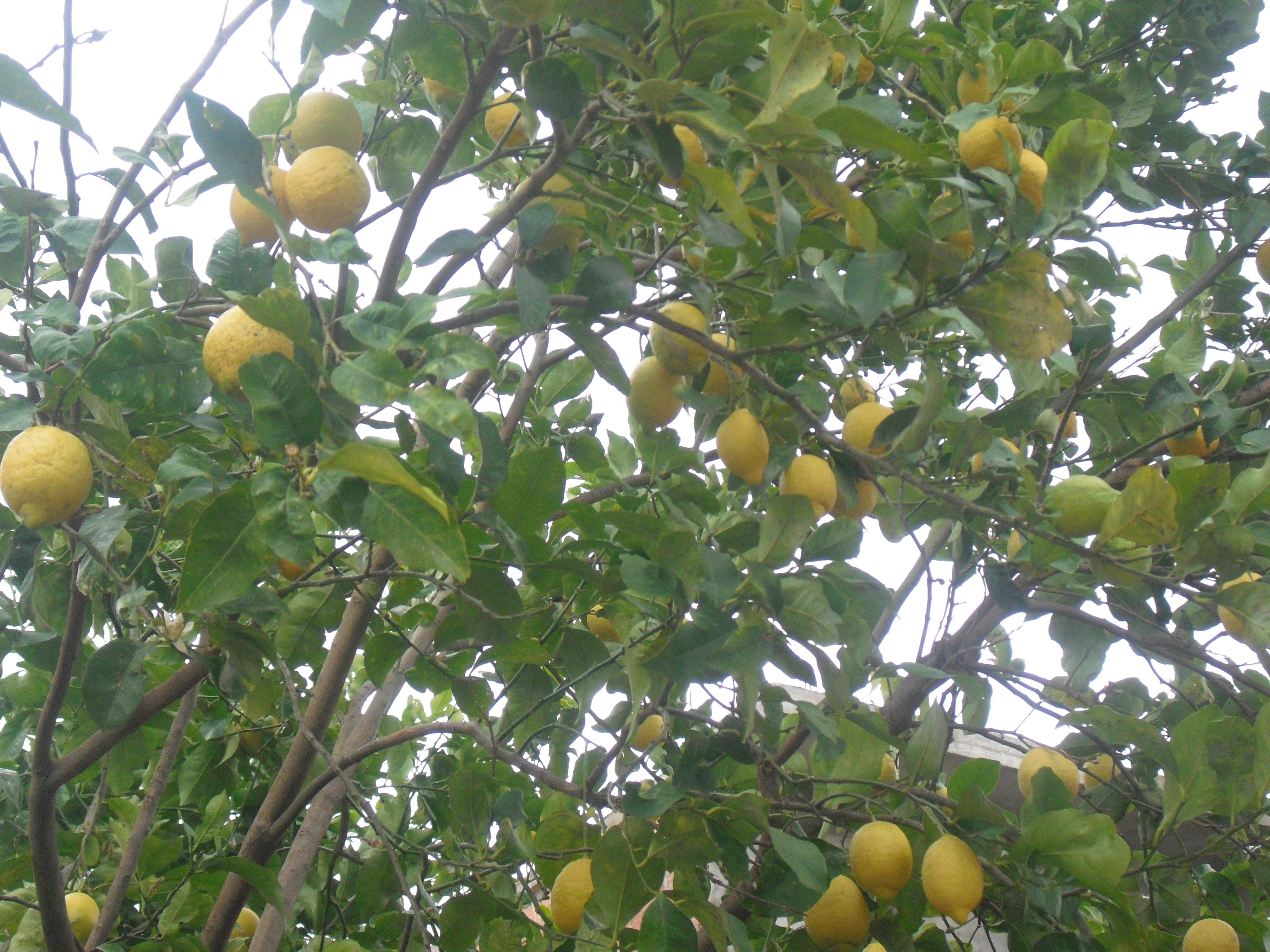
Citronnier à Taher

Lors de la saison 2022/2023, le verger agrumicole algérien couvrait 80 000 ha. L’orange occupait la plus grande surface avec 54 227 hectares (67,77%), suivie par la clémentine avec 17 263 hectares (21,57%), le citron avec 5 833 hectares (7,28%), et la mandarine avec 2 577 hectares (3,22%).
La production est passée de 1,1 million de tonnes en 2010/2011 à 1,8 million de tonnes en 2023/2024. Elle est pour sa quasi-totalité destinée au marché algérien. On trouve des agrumes dans la plupart des régions du pays, mais la Mitidja, qui concentre 38 % de la production nationale, demeure la région agrumicole par excellence. La wilaya de Blida se positionne en tête du classement de la production avec 4 millions de quintaux, suivie par Chlef (1,7 million) et Mostaganem à la troisième place avec 1,5 million de quintaux.
|             | 2016/2017  | 2017/2018  | 2018/2019  | 2019/2020  | 2020/2021  |
| ----------- | ---------- | ---------- | ---------- | ---------- | ---------- |
| Agrumes     | 13 442 745 | 14 774 263 | 15 834 930 | 15 643 462 | 15 134 470 |
| Oranges     | 10 139 513 | 11 341 943 | 11 995 351 | 11 748 452 | 11 371 907 |
| Clémentines | 2 054 473  | 2 172 109  | 2 487 839  | 2 544 761  | 2 474 855  |
| Mandarines  | 452 217    | 455 533    | 464 659    | 479 994    | 429 384    |
| Citrons     | 777 572    | 787 979    | 870 166    | 853 035    | 840 185    |
| Pomélos     | 18 970     | 16 700     | 16 915     | 17 220     | 18 140     |

### Rosacées fruitières
Le segment des rosacées fruitières est représenté par deux groupes: les rosacées à pépins (Pommier, Poirier, Cognassier) et les rosacées à noyau (Amandier, Abricotier, Prunier, Pêcher, Cerisier).
La production de fruits à noyau et à pépins s’est élevée à 1,3 million de tonnes en 2010/2011, principalement des pommes, poires, coings, nèfles et grenades. En 2018, la production a atteint 17 millions de quintaux avec une disponibilité de 40 kg/habitant/an.

### Phœniciculture

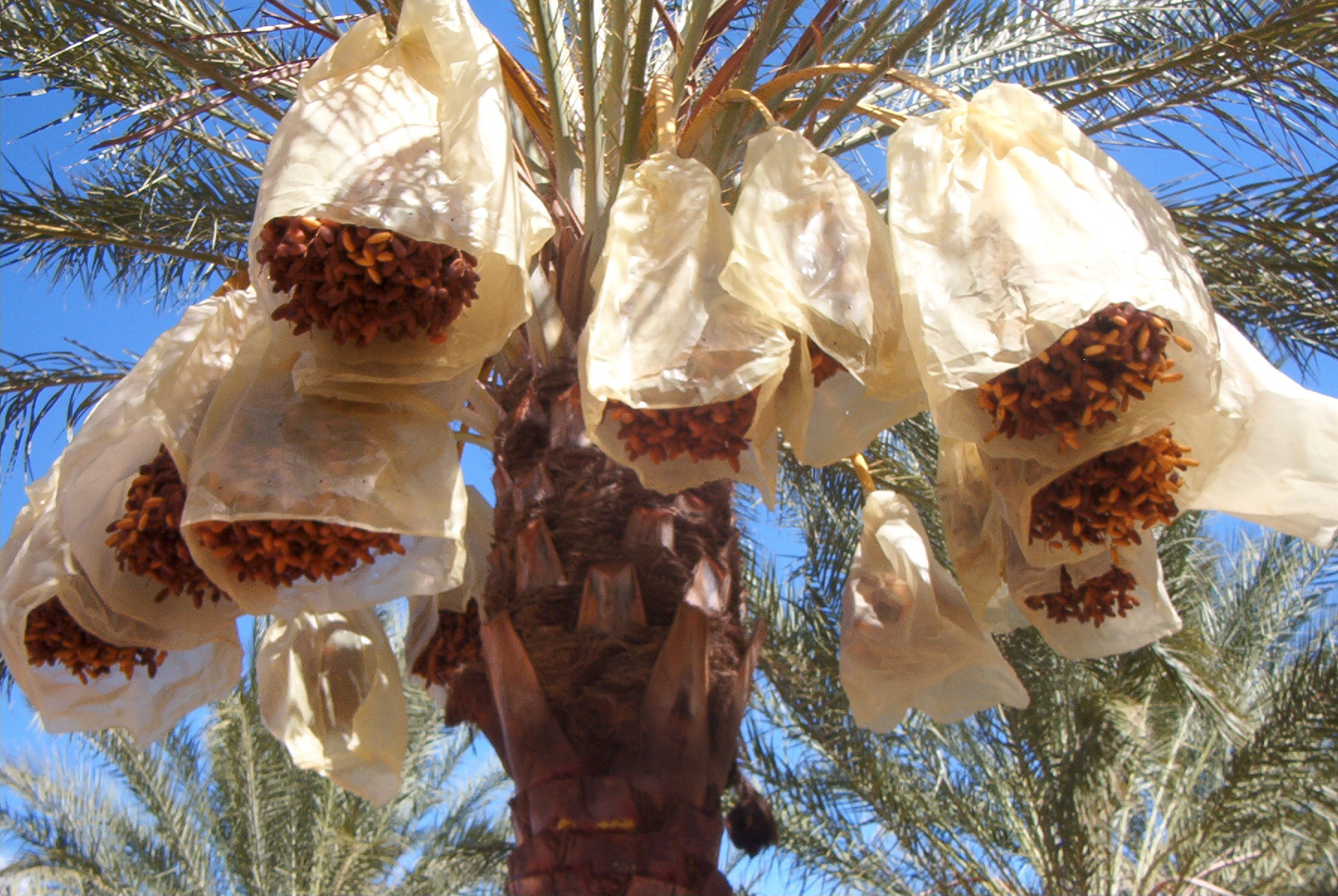
Palmiers dattiers avant la cueillette à Tolga, wilaya de Biskra (2008).

Les palmiers dattiers occupent  une superficie de 160 000 ha comprenant 18 millions de pieds environ (chiffres 2009). Ils sont localisés dans le sud algérien, principalement dans les wilayas de Biskra, El Oued et Ouargla. La production de dattes est en constante augmentation : de 550 000 tonnes en 2007/2008 elle est passée à 720 000 tonnes environ en 2010/2011, ce qui place le pays au sixième rang mondial des pays producteurs. Pour la variété Deglet Nour, très prisée des consommateurs, le pays se situe même à la première place. Dans son rapport, l’Organisation des Nations unies pour l'alimentation et l'agriculture (FAO), a établi un classement des pays producteurs de dattes dans le monde et dans lequel l’Algérie est classée en 2022 à la 4e place, avec une production de 1 188 803 tonnes de dattes. En 2024, elle occupe la troisième place avec une production de 1,32 million de tonnes.
La filière dattes connait cependant de nombreuses difficultés structurelles, économiques  et techniques. Plusieurs études montrent en particulier un sous investissement pour le renouvellement des palmeraies âgées. Le pays a occupé en 2021 la 7e place à l'échelle mondiale en matière d'exportation de 76 900 tonnes de dattes d'une valeur de 79 millions dollars.

## Productions animales

### Production bovine

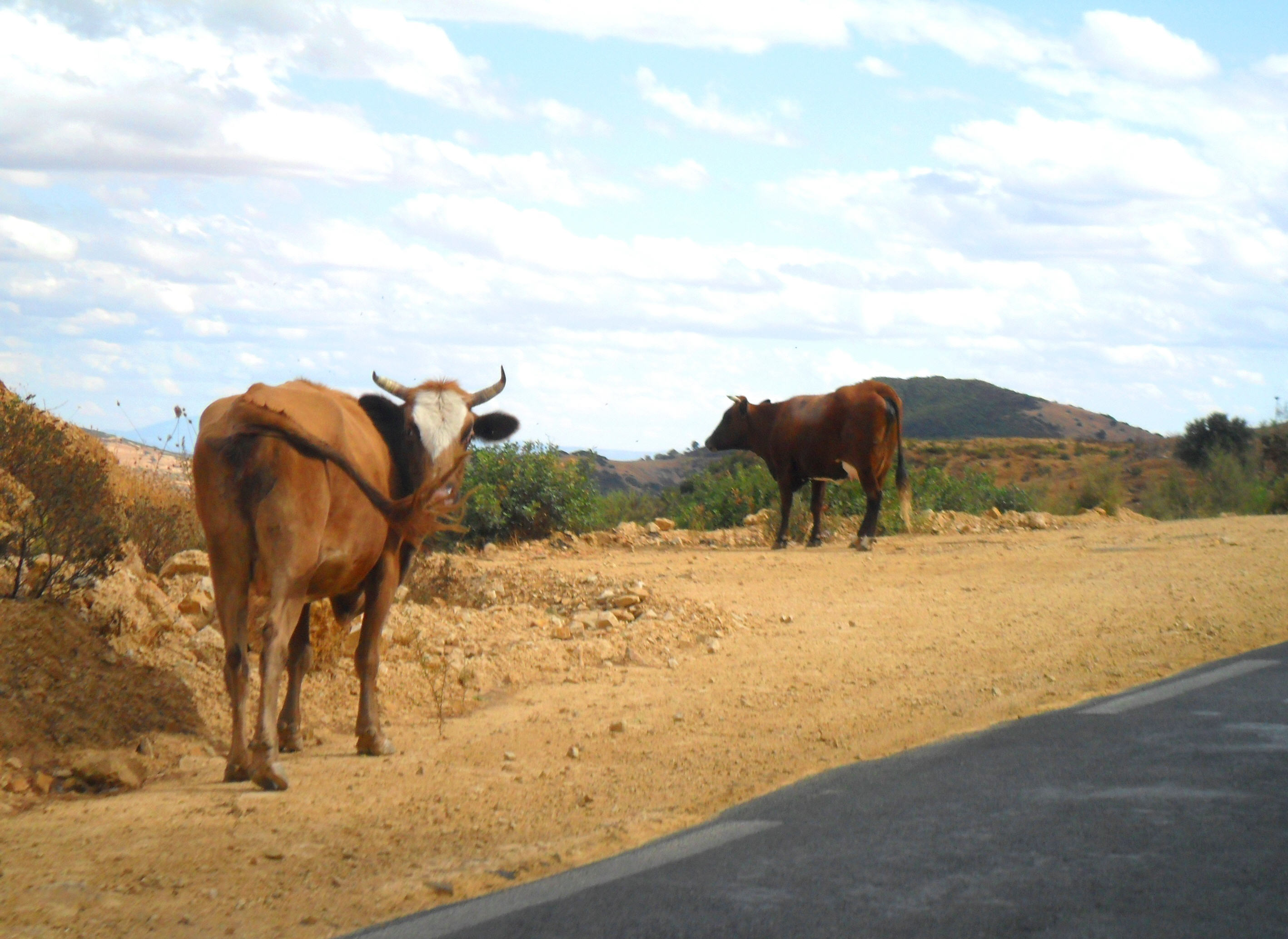
Vaches de race ancienne, wilaya de Aïn Defla.

Le cheptel bovin est évalué à 2 millions de tête, l’élevage bovin se rencontre dans la plupart des régions du pays. Dans le secteur viande bovine, la faible maîtrise de la chaîne du froid et la prédominance de la boucherie traditionnelle limitent la compétition exercée par les découpes importées. Mais l’offre locale, très majoritairement issue du cheptel laitier, ne se développe pas au rythme de la demande. Ainsi, les prix de la viande flambent. L’importation d’animaux vivants pourrait booster l’offre locale, mais le maillon engraissement reste atomisé, et les systèmes actuels ne sont pas propices à la rentabilisation de broutards de type français à haut potentiel. Le transfert de savoir-faire est un véritable enjeu pour orienter la modernisation de cette filière.

### Production ovine et caprine
Le cheptel ovin est estimé à 19 millions de têtes, ce qui place l'Algérie au premier rang au Maghreb. L'élevage ovin se rencontre dans la plupart des régions du pays, mais avec une prédominance des zones steppiques qui concentrent 70 % du cheptel.

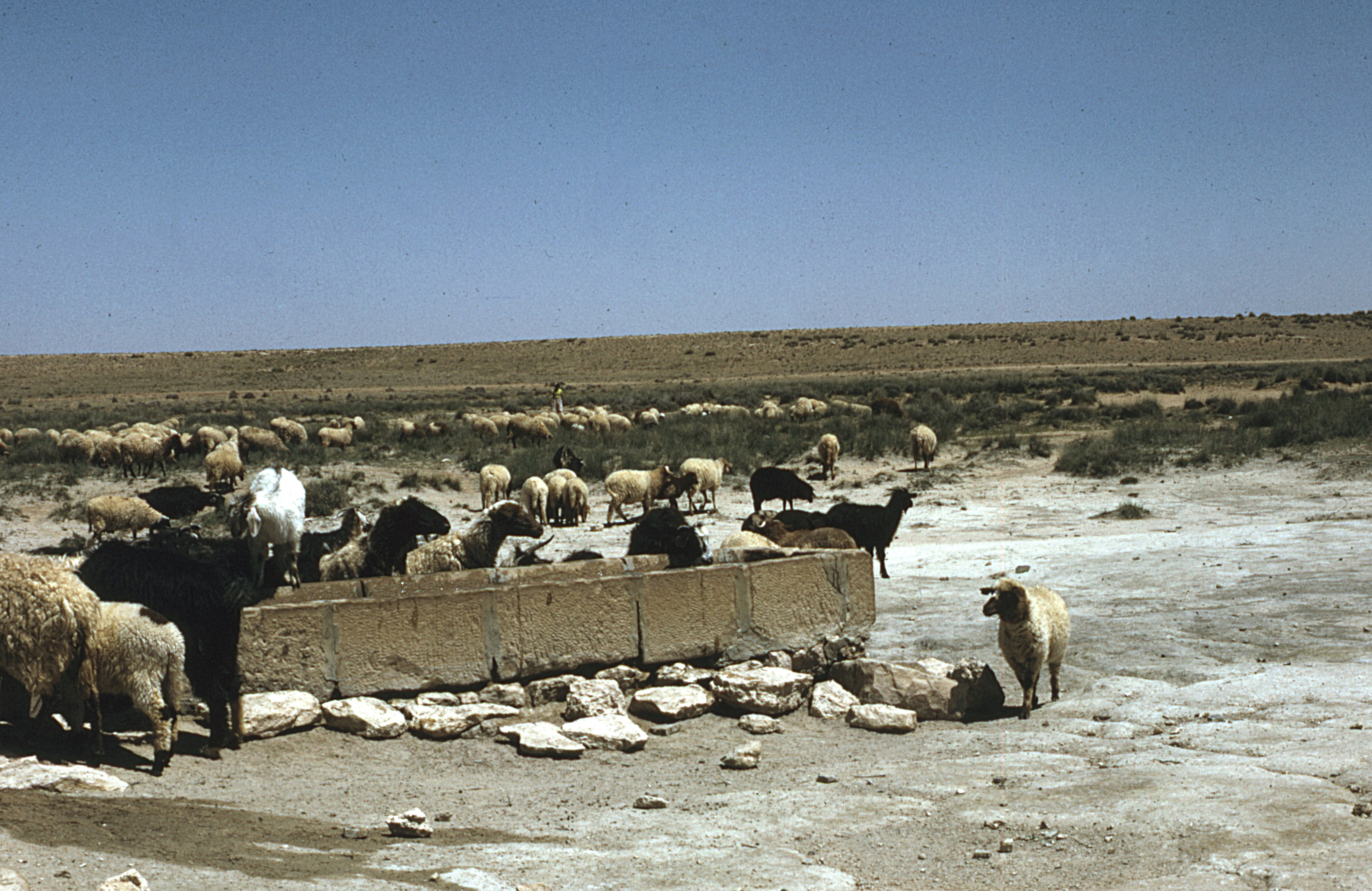
Troupeau ovin et caprin sur la steppe

Les parcours de la steppe, qui s'étendent sur 20 millions d'ha environ et constituaient autrefois l'essentiel de l'alimentation des cheptels, ont subi au cours des dernières décennies de fortes dégradations du fait de sécheresses répétées, d'une pression de pâturage de plus en plus élevée et de défrichements excessifs. Face à cette situation les systèmes de production traditionnels ont été bouleversés. Le pastoralisme a évolué vers des formes d'agropastoralisme où la part de la complémentation alimentaire avec des ressources cultivées (orge notamment) n'a cessé de croitre. La compétition pour l'utilisation des ressources fourragères pâturées encore gratuites est devenue de plus en plus vive. Dans ce contexte les éleveurs disposant de terres en propre et de moyens de transport pour la transhumance de leurs troupeaux ont pu résister. Mais les petits éleveurs, notamment les nomades sans terre, sont en grande difficulté ; ils régressent et certains sont même appelés à disparaitre .
Les principales races exploitées sont la race Ouled Djellal, la plus répandue dans le pays avec 60 % des effectifs, la  Berbère, la Rembi et la Hamra (appelée Beni Ighil au Maroc)
Les caprins, dont les effectifs sont estimés à 3,6 millions de têtes, sont souvent associés aux ovins dans les troupeaux.

### Production laitière
L'Algérie a produit 3,52 milliards de litre de lait en 2017 dont plus de 2,58 milliards de litre de lait de vache.
La production est atomisée dans un grand nombre d’exploitations ayant une très faible productivité. Mais depuis plusieurs  années, sous l’impulsion de l’État, qui fournit des aides importantes, et des industries laitières, des ateliers spécialisés utilisant des vaches à fort potentiel importées d’Europe (Holstein, Montbéliarde) se sont développés. Ces ateliers produisent cependant rarement plus de 4 000 kg de lait par vache en raison de conditions d’élevage difficiles ; ils souffrent en particulier d’un déficit de ressources fourragères qui rend l’élevage algérien fortement dépendant des aliments concentrés.
Malgré le développement de l’élevage laitier, le pays ne couvre pas ses besoins: 60 % des besoins sont importés sous forme de poudre de lait.

### Aviculture
La  production de viande de volailles a atteint, en 2017, une production de 5,3 millions de quintaux, contre 2,092 millions de quintaux en 2009, soit une hausse de 53%. Quatre wilayas sont leaders dans l'aviculture Batna, Bouira, Sétif et Médéa. La richesse animale est estimée à 240 millions de poulet de chair et de dinde. La production d’œufs de consommation a atteint les 6,6 milliards d’unités produites en 2017 contre 3,8 unités en 2009, soit une hausse de 74 %.
La filière avicole s’est fortement développée à partir des années 1980 sous l’impulsion de l’État qui souhaitait couvrir rapidement les besoins de la population en protéines animales d’origine nationale bon marché. Mais les éleveurs rencontrent aujourd’hui de grandes difficultés dans divers domaines : approvisionnement  en intrants, désengagement de l'État, augmentation des charges, problèmes de commercialisation liés aux craintes de consommateurs devant les crises sanitaires, …
L'Algérie n'importe pas de volailles, mais cette autosuffisance n’est qu’apparente car la filière avicole dépend de l’importation des intrants nécessaires à son fonctionnement : maïs et soja pour la fabrication des aliments concentrés, produits vétérinaires et équipements.

## Apiculture

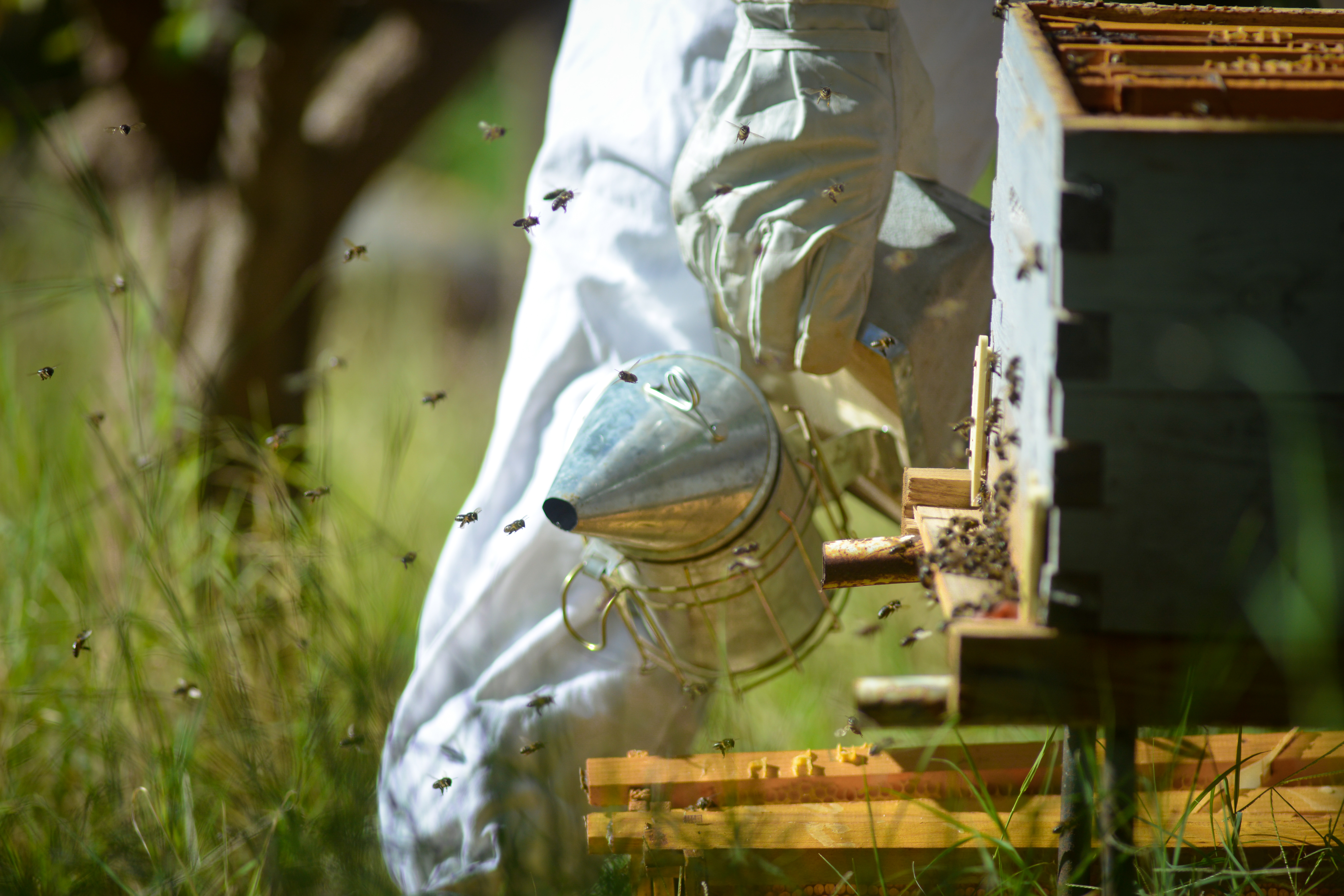
un apiculteur algérien

L'apiculture est une filière en pleine expansion en Algérie, qui s'explique par l'augmentation du nombre d'apiculteurs et le soutien apporté par l'État à ces apiculteurs dans le cadre du programme FNRDA (Fonds national de régulation et de développement agricole) lancé en 2001. Elle est pratiquée dans les régions montagneuses comme les Aurès, la Kabylie, le Dahra, dans les plaines littorales comme celle d'Annaba, de Boumerdès, de Jijel, de Tipaza, d'Oran; dans les vallées des grands oueds comme l'Oued-el-Kebir, la Soummam, l'Isser, et la Tafna.
Cette activité représente une variété de produits mielleux et des dérivés fabriqués à base de miel, comme la gelée royale, la cire, du pollen et de la propolis, le pain d'abeille, de jujubier, d'euphorbe, d'oranger, de camphrier, d'eucalyptus, du multifleurs et bien d'autres variétés de miels naturels.
La filière compte 50 000 apiculteurs agréés au niveau national, et la production nationale du miel a atteint 75 000 quintaux en 2018 contre 35 000 quintaux en 2000 soit une hausse de 80%.

## Pêche

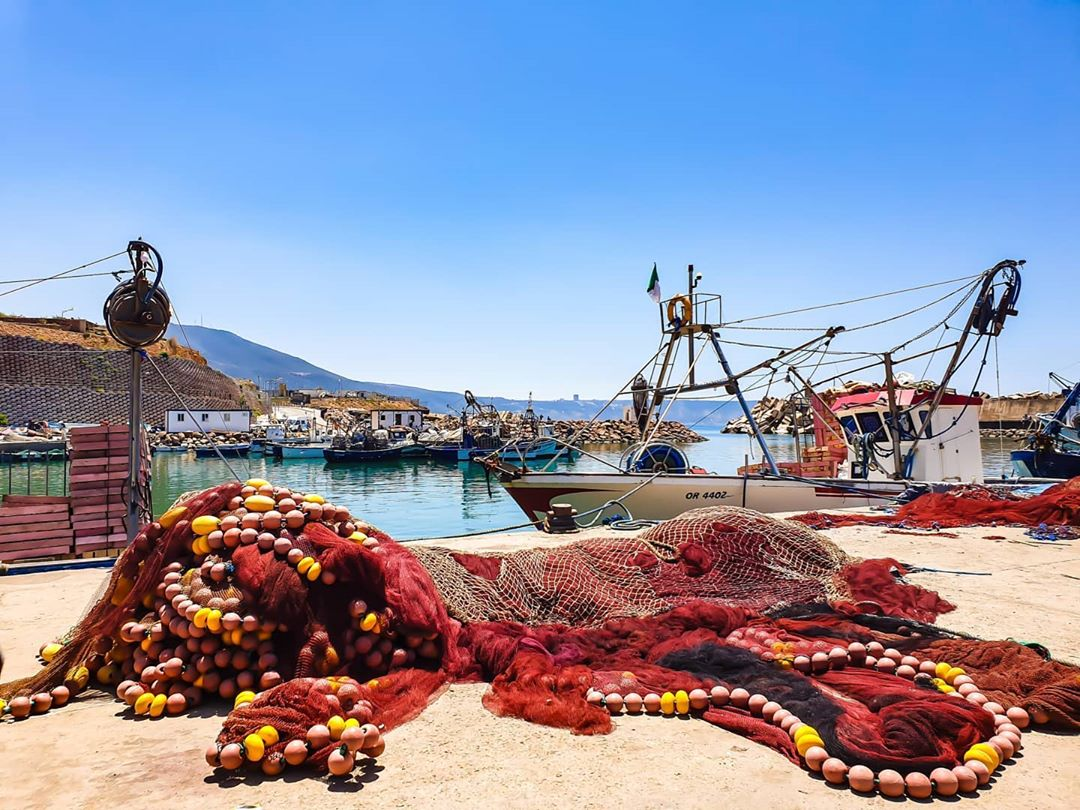
Bateau de pêche au port de Kristel, wilaya d'Oran.

La production halieutique algérienne a atteint 108 300 tonnes en 2017 contre 102 140 tonnes en 2016. Quant à la production aquacole, elle s'est établie à 4 200 tonnes en 2017 contre 1 960 tonnes en 2016.
Ce secteur est en plein développement et la hausse de la production globale s'explique par une hausse de la pêche des poissons pélagiques, suivie des poissons démersaux, des crustacés, ainsi que les efforts consentis par le pays dans le cadre de la stratégie du secteur de la pêche qui s'oriente vers l'augmentation de la production aquacole.
Le taux de consommation en poisson chez les Algériens est faible, qui est actuellement de 4,5 kg/habitant/an, a cause du déséquilibre entre l'offre et la demande. Le pays a exporté pour 7,36 millions de dollars de produits halieutiques en 2017.

## Industries agroalimentaires
L'industrie agroalimentaire (IAA) occupe une place stratégique dans l'économie algérienne. Elle est la deuxième industrie du pays après les hydrocarbures.
Elle représente près de 45 % de la production industrielle totale, ce qui en fait la deuxième branche industrielle du pays qui compte près de 23 000 entreprises dont 300 publiques qui exercent en 2018 dans le secteur agroalimentaire et représentent environ 23 % de la population active en Algérie avec près de 150 000 salariés,.

## Recherche scientifique
Plusieurs organismes scientifiques se penchent sur l'amélioration de la production agricole algérienne:
- Institut national de recherche forestière (INRF)[51].
- Centre cynégétique de Zéralda (CCZ)[52].
- Institut national de la Recherche agronomique d'Algérie (INRAA)[53].
- École nationale supérieure d'Agronomie (ENSA)[54].

## Banque nationale des semences
En 2022, le premier ministre Aïmene Benabderrahmane a inauguré la Banque nationale des semences qui devrait renforcer la préservation et la valorisation du patrimoine génétique agricole algérien. Cette banque est constituée de cinq (5) chambres réservées aux semences végétales et aux gènes animales.

## Échanges commerciaux
Le déficit commercial de l'Algérie dans sa globalité s'est chiffré à 5,03 milliards de  dollars en 2018, contre un déficit de 10,87 milliards de dollars en 2017, soit un taux de baisse de 53,73%. La balance commerciale agro-alimentaire est déficitaire de 4,35 milliards de dollars en 2018. Les exportations des biens alimentaires ont atteint 373 millions de dollars en 2018 contre 349 millions de dollars en 2017 soit une évolution de 6,44%, alors que les importations alimentaires sont arrivés à 8,573 milliards de dollars en 2018 contre 8,438 milliards de dollars en 2017 soit une hausse de 1,58%.
Le pays importe des céréales, du lait, des huiles, du sucre brut et des tourteaux destinés à l'alimentation animale. Ses principaux fournisseurs sont la France, l'Argentine,le Brésil et l'Italie.
Les exportations, même si elles sont en augmentation, demeurent faibles. Elles concernent principalement le sucre réexporté après raffinage, eaux minérales et gazéifiées (y compris les boissons), pâtes alimentaires et couscous, dattes, vins, graisses et huiles végétales, ainsi que certains produits agricoles comme la pomme de terre et toute sorte de produits maraichers (melon, pastèque, tomate, citron, fraise, poivron, aubergine, truffe…),,. Ses principaux clients sont la France, l'Allemagne, l'Espagne, la Russie, le Canada, les États-Unis, les Émirats arabes unis et le Qatar.